# Diego Jesús Jiménez
Diego Jesús Jiménez (Madrid, 24 de diciembre de 1942-13 de septiembre de 2009) fue un poeta y pintor español.

## Biografía
Nacido en Madrid, Diego Jesús Jiménez pasó su infancia en Priego (Cuenca) y su adolescencia en la capital conquense. Estudió bachillerato en Barcelona y preuniversitario en Cuenca. Se licenció en la Escuela de Periodismo de la Iglesia, especializándose en temas culturales. Trabajó en el Ministerio de Información y Turismo, y en los años setenta fundó la colección de poesía Alfa de Editora Nacional de la que fue despedido en 1977 por su defensa de las libertades durante la Transición, en cuyo periodo militó en el Partido Comunista de España siendo miembro de su comisión de Cultura y del movimiento vecinal. 
Tras su intensa militancia política, se dedicó exclusivamente a la pintura y a la poesía desde 1982. En 1964 obtuvo el Premio Adonáis por La ciudad, y en 1968, el Nacional de Poesía por Coro de ánimas, premio que volvió a obtener en 1997 por Itinerario para náufragos.
 

Situado entre la Generación del 50 y los Novísimos, la poesía de Diego Jesús Jiménez se independiza de estos modelos, por lo que para algunos forma parte de la Generación del 68 con Pere Gimferrer y Manuel Vázquez Montalbán. Posee un carácter visionario pero legible, que algunos han definido como un neorromanticismo cívico. Según Juan José Lanz: 
Su poesía se funda en una concepción anticipatoria del arte: la poesía anticipa en su escritura, a través del sueño, algo que la realidad no puede darnos. La concepción del arte como anticipación adquiere una dimensión comprometida que revierte en la realidad soñada como materialización, a través de la escritura de una utopía superadora del sistema social de valores vigente. Si el arte posee una capacidad anticipadora de la realidad, la palabra poética adquiere un carácter performativo, por el que materializa en el lenguaje la utopía que nombra.
Como pintor, realizó su primera exposición pública en junio de 1991 en la Galería Kreisler de Madrid. Según reconocía, "la pintura es el lenguaje que prefiero (...), me siento más pintor que poeta".
El Instituto de Educación Secundaria de la localidad de Priego lleva su nombre.

## Obras

### Lírica
- Grito con carne y lluvia, Cuenca, Imp. Minerva, 1961. Premio del Club Internacional de Poesía de Jerez de la Frontera (Cádiz).
- Ámbitos de entonces, Palencia, Rocamador, 1963. Finalista del Premio "Eduardo Alonso" 1973.
- La valija, Bilbao, Alrededor de la mesa, 1963.
- La ciudad, Madrid, Col. Adonáis, 1965 (Premio Adonáis 1964).
- Coro de ánimas, Madrid, Biblioteca Nueva, 1968 (Premio Nacional de Literatura).
- Fiesta en la oscuridad, Madrid, Dagur, 1976. Premio Bienal de Zamora.
- Sangre en el bajorrelieve, Premio Internacional El Olivo de Jaén 1979.
- Bajorrelieve, Huelva, Diputación, 1990 (Premio Juan Ramón Jiménez 1990).
- Poesía (1960-1990), 1990.
- Interminable imagen, 1995, Premio de Poesía de Villafranca del Bierzo.
- Itinerario para náufragos, Madrid, Visor, 1996 (Premio Internacional de Poesía Jaime Gil de Biedma de 1996, Premio de la Crítica 1997, Premio Nacional de Literatura 1997).
- Poesía, Barcelona, Anthropos, s.f. (Prólogo de Mª del Pilar Palomo).
- Iluminación de los sentidos (Antología) (Prólogo y selección de Manuel Rico). Madrid, Hiperión, 2001.

### Ensayo
- Ocho poetas del campo de Castilla (1968)
- Martínez Novillo (1972)
- José Sancha (1975).